# Кастельбажак, Арман де
Бартелеми-Доминик-Жак-Арман Кастельбажак (фр. Barthélemy Dominique Jacques de Castelbajac; 12 июня 1787[…], Рико — 3 апреля 1864, замок Комон) — французский дипломат, генерал-лейтенант.
Участник похода Наполеона в Россию и Войны шестой коалиции (1813—14). В 1849 году президент Французской республики Луи-Наполеон Бонапарт (будущий император Наполеон III) назначил генерала Кастельбажака послом  в Россию, где он и оставался до начала Крымской войны. Позже был сенатором.

## Награды
- Кавалер ордена Почётного легиона (15 декабря 1808);
- Офицер ордена Почётного легиона (4 сентября 1813);
- Командор ордена Почётного легиона (14 июня 1820);
- Великий офицер ордена Почётного легиона (22 апреля 1847).